# Glypta bugaczensis
Glypta bugaczensis är en stekelart som beskrevs av Kiss 1926. Glypta bugaczensis ingår i släktet Glypta och familjen brokparasitsteklar. Inga underarter finns listade i Catalogue of Life.